# AOK Saarland

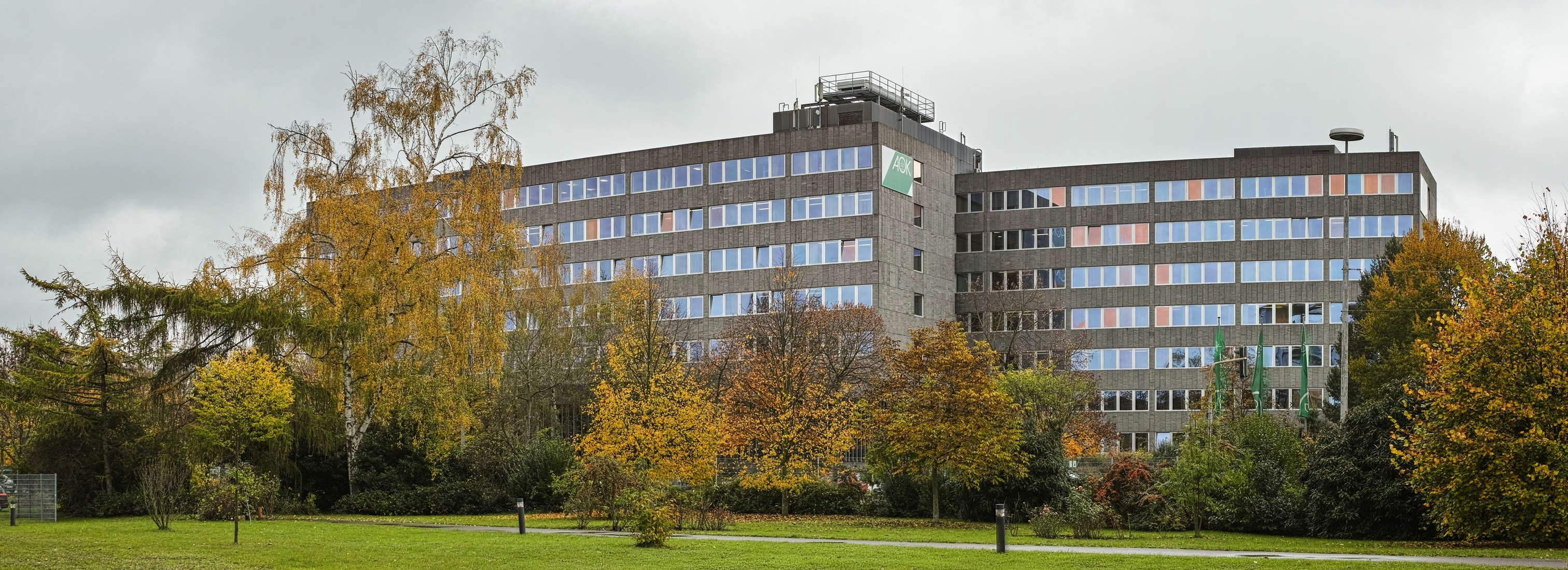
Das Gebäude der AOK Saarland in Saarbrücken

Als AOK – Die Gesundheitskasse im Saarland (AOK Saarland) war die Allgemeine Ortskrankenkasse für das Land Saarland. Sie war eine gesetzliche Kranken- und Pflegekasse. Zum 1. März 2012 wurde sie mit der AOK Rheinland-Pfalz zur AOK Rheinland-Pfalz/Saarland fusioniert.

## Geschichte
Die AOK Saarland wurde am 1. April 1960 gegründet. Von dem ursprünglichen Standort in der Försterstraße 6/8 zog sie 1973 in die Halbergstraße 1. Zum 1. Oktober 2011 wollte sie mit der AOK Rheinland-Pfalz und der IKK Südwest fusionieren. Allerdings wurde der Zusammenschluss zu der Gesundheitskasse Südwest erst für den 1. Januar 2012 vom Ministerium für Soziales, Arbeit, Gesundheit und Demografie RLP genehmigt. Am 6. September 2011 wurde bekannt, dass die IKK Südwest ihren Antrag auf Genehmigung der Fusion zurückgezogen hat. Somit wurde aufgrund der Streitigkeiten um den neuen Markenauftritt nicht fusioniert.

## Beschreibung
Die Zentrale der AOK Saarland hatte ihren Sitz in Saarbrücken. Die Krankenkasse war für etwa 230.000 Versicherte und etwa 12.000 Firmenkunden tätig. Das Haushaltsvolumen betrug 740 Millionen Euro.